# Machovice
Machovice (německy Machowitz) je malá vesnice, část obce Pertoltice v okrese Kutná Hora. Nachází se asi 1,5 kilometru východně od Pertoltic.
Machovice je také název katastrálního území o rozloze 1,26 km².

## Historie
První písemná zmínka o vesnici pochází z roku 1406.

## Fotogalerie

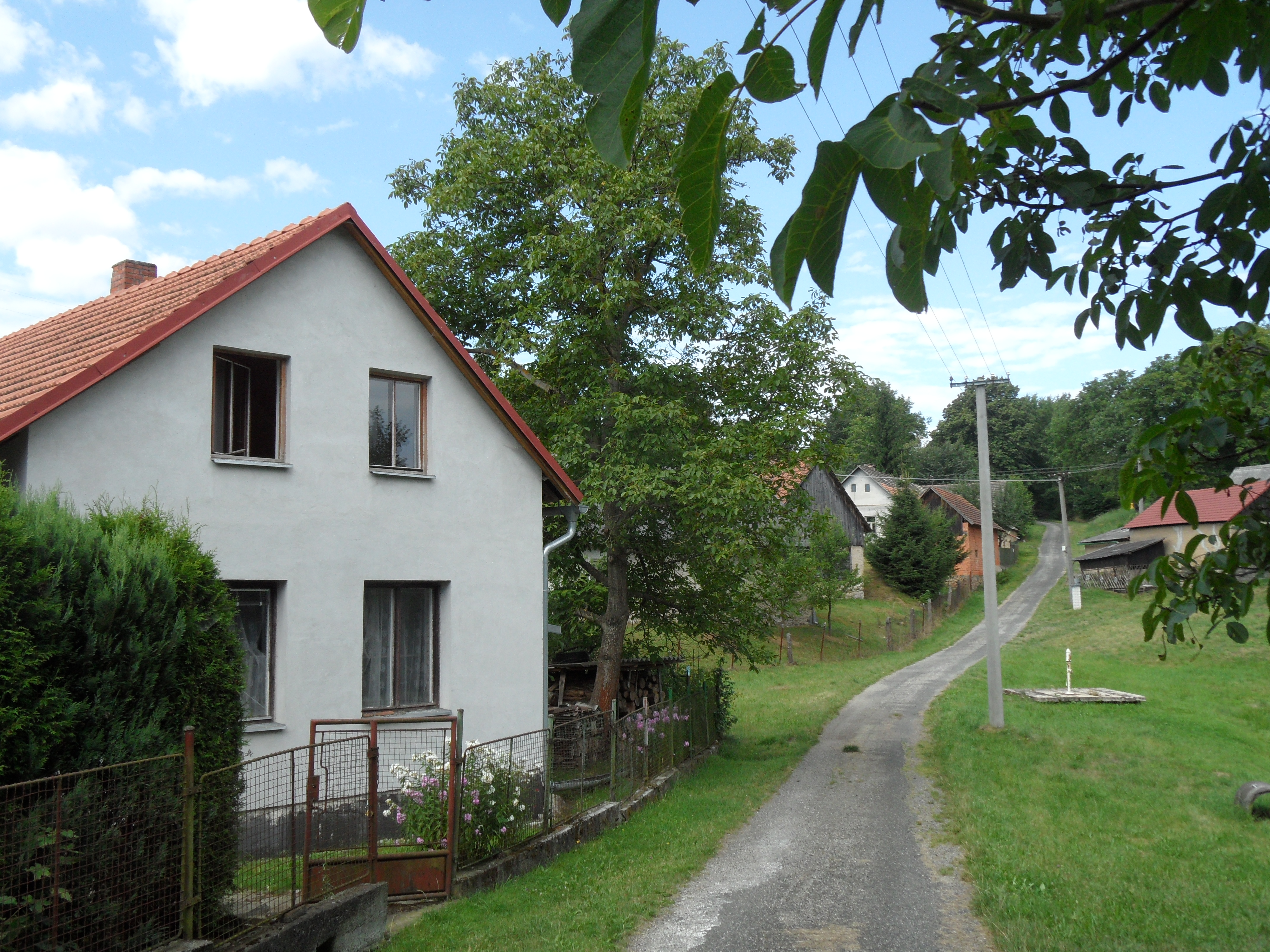
Domy u vedlejší cesty
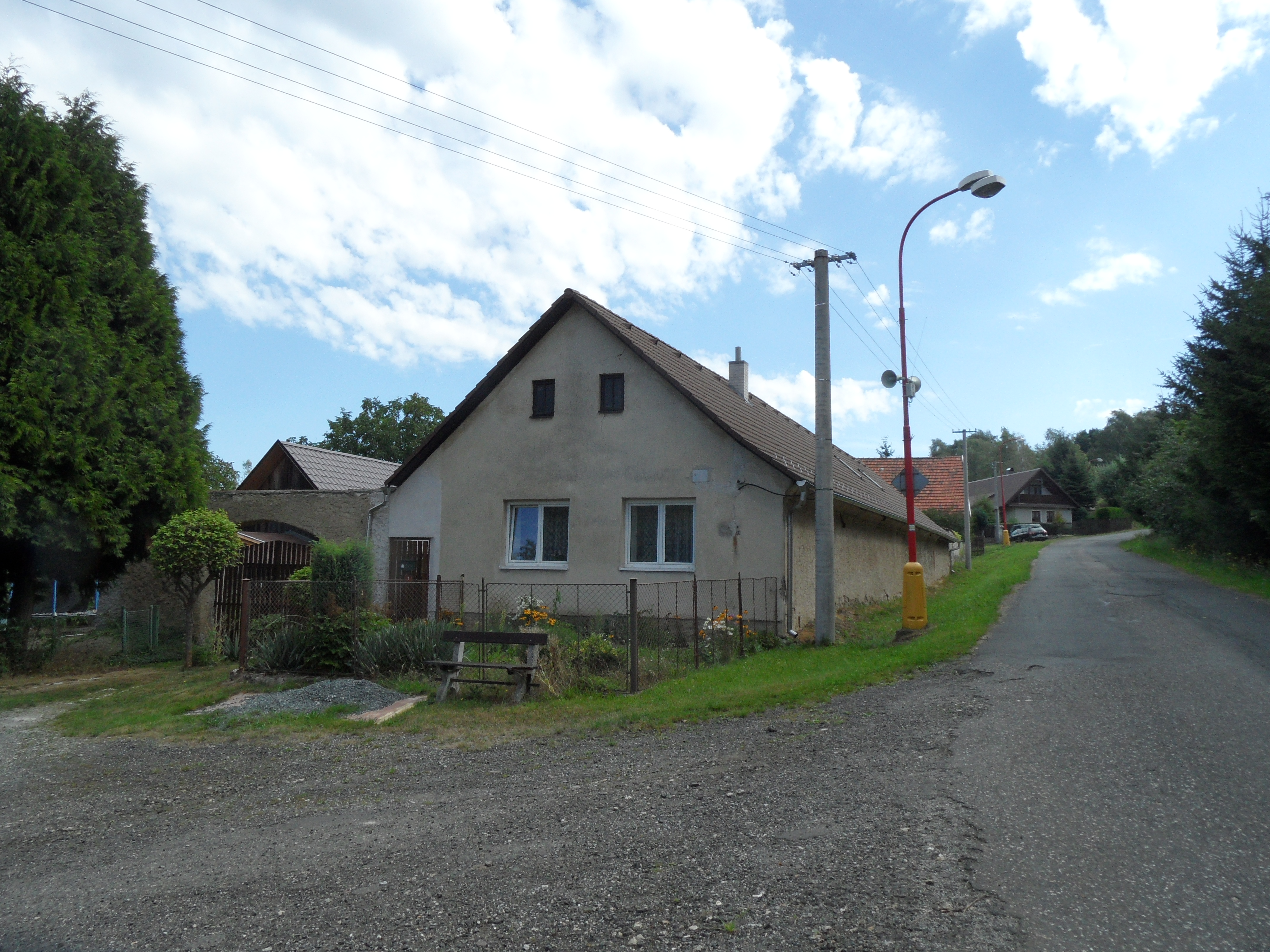
Domy u hlavní cesty
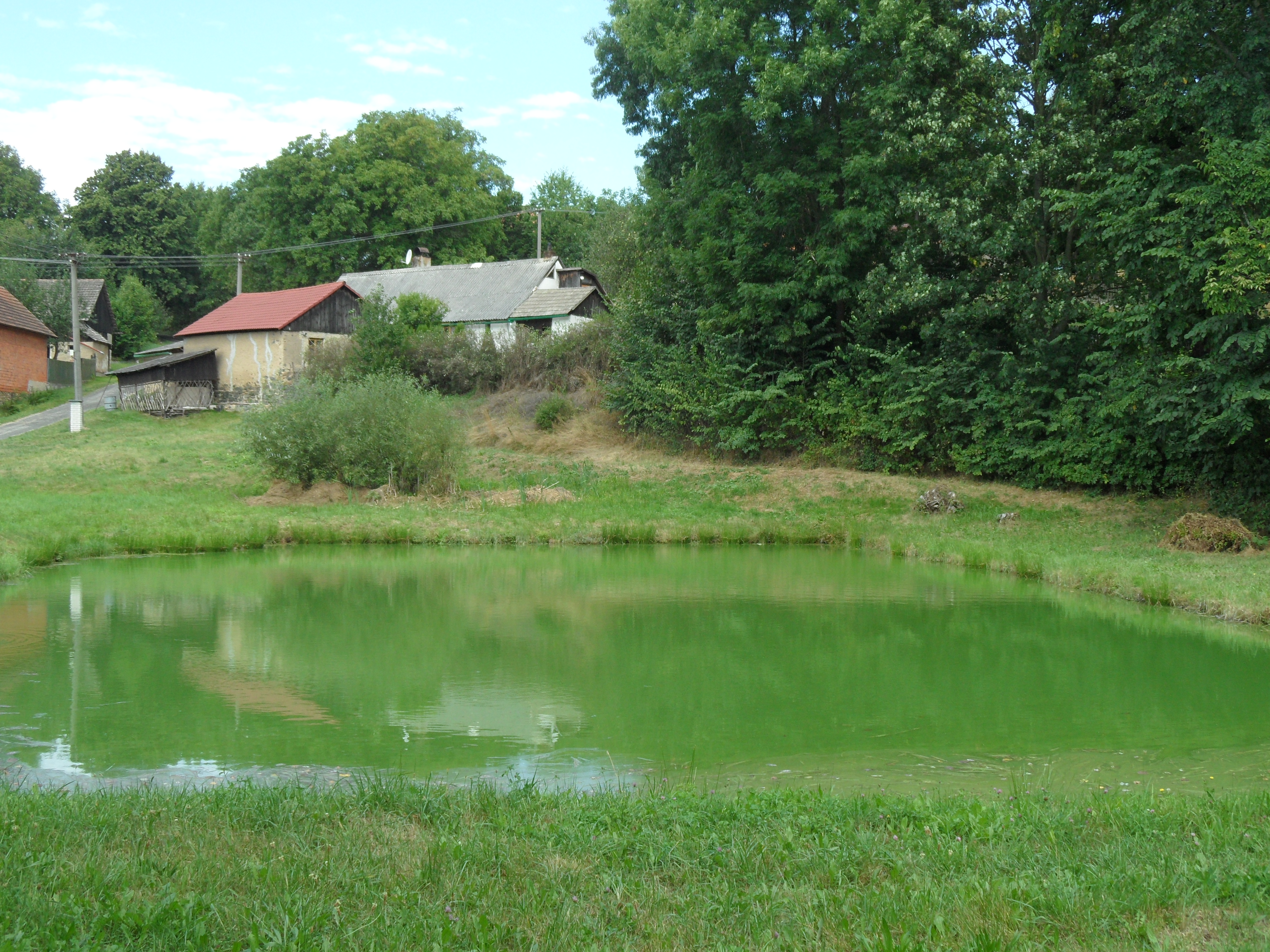
Rybníček v obci
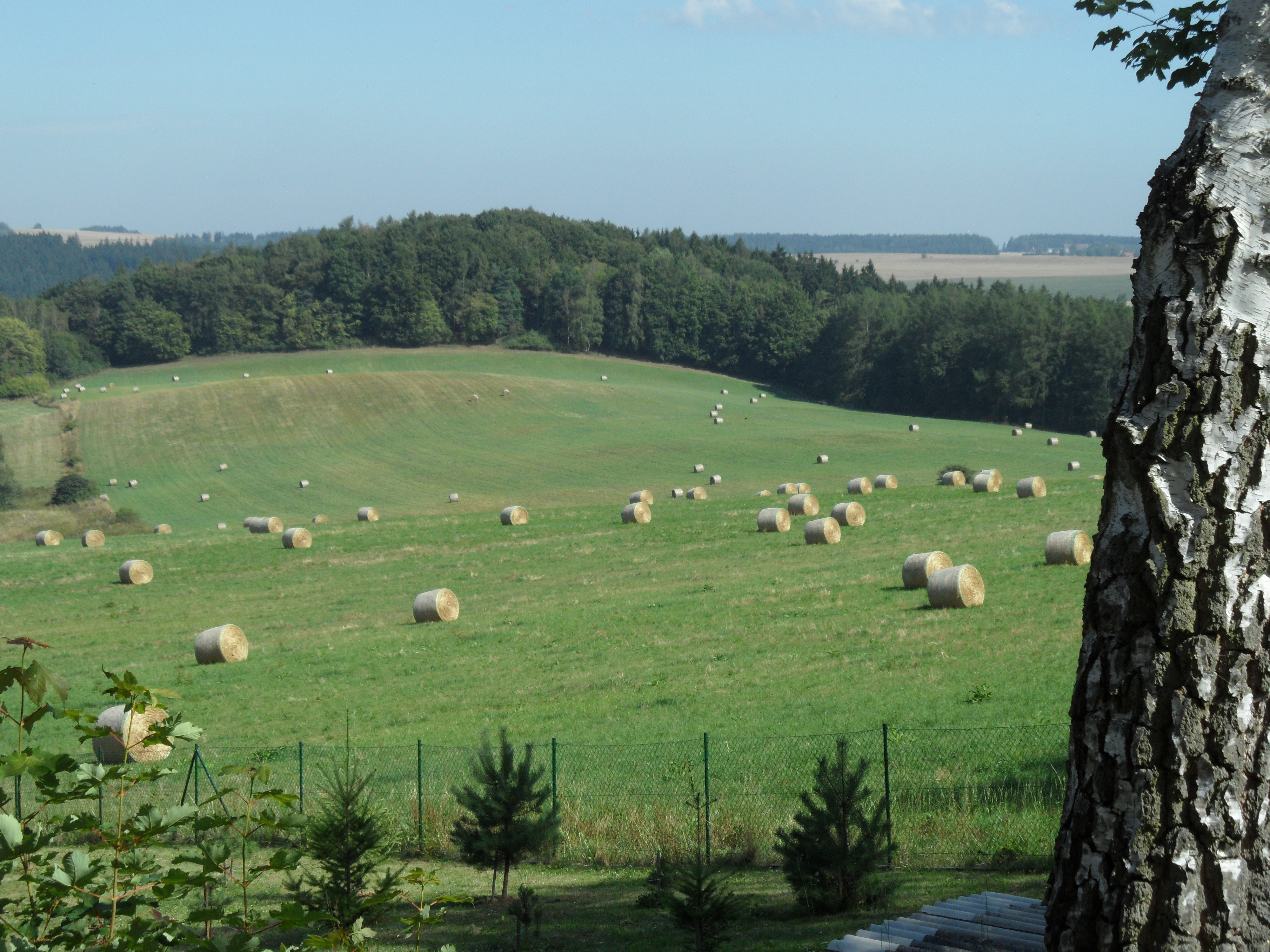
Pohled od východního okraje obce